# 夷州 (貴州省)
夷州（いしゅう）は、中国にかつて存在した州。唐代に現在の貴州省遵義市東部に設置された。

## 概要
621年（武徳4年）、唐により思州寧夷県に夷州が置かれ、夜郎・神泉・豊楽・綏養・鶏翁・伏遠・明陽・高富・寧夷・思義・丹川・宣慈・慈岳の13県を管轄した。623年（武徳6年）、鶏翁県が廃止された。627年（貞観元年）、夷州と夜郎・神泉・豊楽の3県が廃止され、伏遠・明陽・高富・寧夷・思義・丹川の6県は務州に転属し、宣慈・慈岳の2県は渓州に転属し、綏養は智州に転属した。630年（貞観4年）、夷州が黔州都上県に再び置かれた。632年（貞観6年）、鶏翁県が再び置かれた。637年（貞観11年）、義州の綏陽県と黔州の高富県が転属してきた。742年（天宝元年）、夷州は義泉郡と改称された。758年（乾元元年）、義泉郡は夷州の称にもどされた。夷州は江南西道に属し、綏陽・都上・義泉・洋川・寧夷の5県を管轄した。
唐末に中国西南の少数民族の統治するところとなった。1109年（大観3年）、北宋によりその地に承州が立てられた。1121年（宣和3年）、珍州に合併された